# ديفيد يوجين سميث
ديفيد يوجين سميث (بالإنجليزية: David Eugene Smith) هو مؤرخ ورياضياتي أمريكي، ولد في 21 يناير 1860 في كورتلاند في الولايات المتحدة، وتوفي في 29 يوليو 1944 في نيويورك في الولايات المتحدة.